# Kruisberg (Wahlwiller)
Pour les articles homonymes, voir Kruisberg.
Le Kruisberg est une colline situé dans le village de Wahlwiller, dans la commune de Gulpen-Wittem, dans la province du Limbourg aux Pays-Bas. Le sommet est au carrefour de six routes

## Cyclisme
Le mont est parcouru régulièrement par la classique cycliste Amstel Gold Race. Lors de l'édition 2015, il se situe entre le Gulperberg (nl) et l'Eyserbosweg.